# Сандвич
Сандвич е вид ястие, направено от 2 или повече филии хляб с твърд пълнеж . След решение на съда в Масачузетс, САЩ дефиницията бива стеснена от предишното определение влючващо минимум 1 филия хляб, като по този начин биват изключени хот-дог, бурито, дюнер и др. от дефиницията.
В зависимост от предпочитанията може да се използва ръжен, бял, овесен, царевичен или пшеничен хляб, намазан с горчица, майонеза или масло. За пълнеж служат обикновено месо, различни видове сирена, маруля, домати, чушки и други.
Сандвичът е наречен на Джон Монтагю, 4-ти граф Сандвич (John Montagu, 4th Earl of Sandwich), въпреки че той не е неговият създател. Говори се, че той е обичал да играе карти и да яде този вид храна, защото е можел едновременно да яде и да играе, без да си омазва ръцете.